# M (band)
M was het pseudoniem van new-waveartiest Robin Scott (Croydon, Londen, 1 april 1947). De naam M was afkomstig van een schilderij aanwezig bij de metro in Parijs (die afgekort ook M wordt genoemd) met de naam de alleenstaande moderne man.
M scoorde in april 1979 een wereldhit met Pop Muzik. M bestond feitelijk alleen uit Robin Scott, hoewel ook twee achtergrondzangeressen meededen, die voornamelijk in het refrein meezongen, maar ook dansten. M maakte gebruik van verschillende muzikanten, onder wie Phil Gould en Mark King - die later de band Level 42 zouden oprichten - Wally Badarou, en Gary Barnacle.
In een van de videoclips was M verkleed als geheim agent en waren beide zangeressen te zien. Bij de meeste optredens was er maar één, die dan bijvoorbeeld in het uniform van een stewardess optrad of bij een ander optreden als danseres naast M, die in het begin van het nummer bijna altijd een zonnebril droeg. Bij een optreden dat te zien was in een uitzending van de Kultnacht werd M ook begeleid door een band waarvan alle leden, maar ook M en de zangeressen een badge met pasfoto droegen.
Moonlight and muzak (1979), de opvolger van Pop muzik, was minder succesvol. Het thema was muzak, de achtergrondmuziek die vrijwel constant weerklinkt in winkelcentra, en het verbazende wereldwijde succes daarvan. Het nummer was een hit in dezelfde periode als de single-hit Mono (1980) van The Monotones, die als een persiflage op de hits van M te beschouwen is.

## Robin Scott
Scotts succes kwam niet uit het niets. Al vanaf 1970 bevond hij zich, als gevolg van onder meer het spelen in de begeleidingsband van David Bowie, in modieuze artistieke kringen, waar hij onder anderen Vivienne Westwood en Malcolm McLaren tot zijn vriendenkring mocht rekenen. Hun aanbod tot voorloper van de punk te worden gebombardeerd sloeg hij af omdat hij iets met meer stijl wilde. Hij begon het platenlabel Do It Records en bracht onder andere in 1978 Dirk wears white soxx uit, de eerste lp van Adam & the Ants, en verder werk van onder anderen Julian Temple en The Slits. Daarna volgde zijn eigen succes.

## Trivia
M is de act met de kortste naam in de geschiedenis van de Nederlandse Top 40 en de Mega Top 50 en voorgangers.

## Discografie

### Albums
| Album met eventuele hitnotering(en) in de Nederlandse Album Top 100 | Datum van verschijnen | Datum van binnenkomst | Hoogste positie | Aantal weken | Opmerkingen |
| ------------------------------------------------------------------- | --------------------- | --------------------- | --------------- | ------------ | ----------- |
| New York – London – Paris – Munich                                  |                       | 9-2-1980              | 27              | 6            |             |

### Singles
| Single met eventuele hitnotering(en) in de Nederlandse Top 40 | Datum van verschijnen | Datum van binnenkomst | Hoogste positie | Aantal weken | Opmerkingen                              |
| ------------------------------------------------------------- | --------------------- | --------------------- | --------------- | ------------ | ---------------------------------------- |
| Pop Muzik                                                     |                       | 12-5-1979             | 3               | 11           | #3 in de Nationale Hitparade Alarmschijf |
| Moonlight and muzak                                           |                       | 2-2-1980              | 12              | 7            | #16 in de Nationale Hitparade            |

### NPO Radio 2 Top 2000
| Nummer met noteringen in de NPO Radio 2 Top 2000 | '99  | '00  | '01  | '02  |
| ------------------------------------------------ | ---- | ---- | ---- | ---- |
| Pop Muzik                                        | 1068 | 1285 | 1332 | 1846 |

1. ↑  Een vetgedrukt getal geeft de hoogste notering aan.
2. ↑  Deze tabel is bijgewerkt tot en met de laatste editie (2024).